# Broderick Dyke
Broderick Dyke (Gumeracha, 31 dicembre 1960) è un ex tennista australiano.

## Carriera
Ottenne il suo best ranking in singolare il 24 marzo 1986 con la 35ª posizione mentre nel doppio divenne il 26 marzo 1984, il 23º del ranking ATP.
In singolare, oltre alla vittoria di un torneo Challenger che si tenne a Giacarta nel 1987, è arrivato nel 1986 alla finale di due tornei ATP consecutivi: il Lorraine Open e il Brussels Indoor; questi due risultati gli permisero di raggiungere il suo best ranking.
In doppio ha vinto otto tornei del circuito ATP ed ha raggiunto la finale in altre quattordici occasioni. Metà dei suoi successi sono stati ottenuti in coppia con il connazionale Wally Masur. Il miglior risultato nei tornei del grande slam è la semifinale raggiunta nel 1983 all'Open di Francia in coppia con il cileno Belus Prajoux.

## Statistiche

### Singolare

#### Vittorie (0)
| Legenda                                                      |
| Grande Slam (0)                                              |
| ATP Tour World Championships / Tennis Masters Cup (0)        |
| ATP Super 9 / Tennis Masters Series (0)                      |
| ATP Championships Series / ATP International Series Gold (0) |
| ATP World Series / ATP International Series (0)              |

| Legenda tornei minori |
| Challenger (1)        |
| Futures (0)           |

| Numero | Data            | Torneo                            | Superficie | Avversario in finale | Punteggio |
| 1.     | 2 novembre 1987 | Jakarta Challenger 1987, Giacarta | Cemento    | Paul Chamberlin      | 6-3, 2-0R |

#### Sconfitte in finale (2)
| Numero | Data          | Torneo                     | Superficie    | Avversario in finale | Punteggio |
| 1.     | 10 marzo 1986 | Lorraine Open, Metz        | Sintetico (i) | Thierry Tulasne      | 4-6, 3-6  |
| 2.     | 17 marzo 1986 | Brussels Indoor, Bruxelles | Sintetico (i) | Mats Wilander        | 2-6, 3-6  |

### Doppio

#### Vittorie (8)
| Legenda                                                      |
| Grande Slam (0)                                              |
| ATP Tour World Championships / Tennis Masters Cup (0)        |
| ATP Super 9 / Tennis Masters Series (0)                      |
| ATP Championships Series / ATP International Series Gold (1) |
| ATP World Series / ATP International Series (7)              |

| Numero | Data             | Torneo                                  | Superficie    | Compagno       | Avversari in finale                 | Punteggio     |
| 1.     | 15 ottobre 1984  | Melbourne Indoor, Melbourne             | Sintetico (i) | Wally Masur    | Peter Johnston John McCurdy         | 6-3, 6-2      |
| 2.     | 17 dicembre 1984 | South Australian Open, Adelaide         | Erba          | Wally Masur    | Peter Doohan Brian Levine           | 4-6, 7-5, 6-1 |
| 3.     | 24 dicembre 1984 | Melbourne Outdoor, Melbourne            | Erba          | Wally Masur    | Mike Bauer Scott McCain             | 6-7, 6-3, 7-6 |
| 4.     | 6 gennaio 1985   | Heineken Open, Auckland                 | Cemento       | Wally Masur    | Karl Richter Rick Rudeen            | 6-3, 6-4      |
| 5.     | 20 ottobre 1987  | Tokyo Indoor, Tokyo                     | Sintetico (i) | Tom Nijssen    | Sammy Giammalva Jr. Jim Grabb       | 6-3, 6-2      |
| 6.     | 8 febbraio 1988  | Grand Prix de Tennis de Lyon, Lione     | Sintetico (i) | Brad Dewett    | Michael Mortensen Blaine Willenborg | 3-6, 6-3, 6-4 |
| 7.     | 17 luglio 1989   | Schenectady Open, Schenectady           | Cemento       | Scott Davis    | Brad Pearce Byron Talbot            | 2-6, 6-4, 6-4 |
| 8.     | 1º ottobre 1990  | Australian Indoor Championships, Sydney | Cemento (i)   | Peter Lundgren | Stefan Edberg Ivan Lendl            | 6-2, 7-6      |

| Legenda tornei minori |
| Challenger (4)        |
| Futures (0)           |

| Numero | Data             | Torneo                               | Superficie  | Compagno          | Avversari in finale           | Punteggio |
| 1.     | 28 febbraio 1983 | Cairo Challenger 1983, Il Cairo      | Terra rossa | Rod Frawley       | Brad Drewett John Feaver      | 6-3, 6-2  |
| 2.     | 2 gennaio 1984   | Perth Challenger 1984, Perth         | Erba        | John Van Nostrand | Peter Carter Mark Hartnett    | 6-2, 6-3  |
| 3.     | 14 agosto 1989   | Singapore Challenger 1989, Singapore | Cemento     | Andrew Castle     | Steve DeVries Paul Wekesa     | 7-6, 6-3  |
| 4.     | 27 aprile 1992   | Taipei Challenger 1992, Taipei       | Cemento     | Peter Lundgren    | Neil Borwick Andrew Kratzmann | 7-6, 7-5  |

#### Sconfitte in finale (14)
| Numero | Data             | Torneo                           | Superficie    | Compagno        | Avversari in finale              | Punteggio     |
| 1.     | 13 dicembre 1982 | South Australian Open, Adelaide  | Erba          | Wayne Hampson   | Pat Cash Chris Johnstone         | 3-6, 7-6, 6-7 |
| 2.     | 29 dicembre 1982 | Melbourne Outdoor, Melbourne     | Erba          | Wayne Hampson   | Eddie Edwards Jonathan Smith     | 6-7, 3-6      |
| 3.     | 10 dicembre 1983 | New South Wales Open, Sydney     | Erba          | Rod Frawley     | Mike Bauer Pat Cash              | 6-7, 4-6      |
| 4.     | 17 dicembre 1983 | South Australian Open, Adelaide  | Erba          | Rod Frawley     | Craig A. Miller Eric Sherbeck    | 3-6, 6-4, 4-6 |
| 5.     | 23 luglio 1984   | Dutch Open, Hilversum            | Terra rossa   | Michael Fancutt | Anders Järryd Tomáš Šmíd         | 4-6, 7-5, 6-7 |
| 6.     | 1º ottobre 1984  | Brisbane International, Brisbane | Sintetico (i) | Wally Masur     | Francisco González Matt Mitchell | 7-6, 2-6, 5-7 |
| 7.     | 7 gennaio 1985   | Heineken Open, Auckland          | Sintetico (i) | Wally Masur     | John Fitzgerald Chris Lewis      | 6-7, 2-6      |
| 8.     | 25 marzo 1985    | Milan Indoor, Milano             | Sintetico (i) | Wally Masur     | Heinz Günthardt Anders Järryd    | 2-6, 1-6      |
| 9.     | 9 dicembre 1985  | New South Wales Open, Sydney     | Erba          | Wally Masur     | David Dowlen Nduka Odizor        | 4-6, 6-7      |
| 10.    | 5 maggio 1986    | BMW Open, Monaco di Baviera      | Terra rossa   | Wally Masur     | Sergio Casal Emilio Sánchez      | 3-6, 6-4, 4-6 |
| 11.    | 5 ottobre 1987   | Brisbane International, Brisbane | Cemento (i)   | Wally Masur     | Matt Anger Kelly Evernden        | 6-7, 2-6      |
| 12.    | 28 dicembre 1987 | Wellington Classic, Wellington   | Cemento       | Glenn Michibata | Dan Goldie Rick Leach            | 2-6, 3-6      |
| 13.    | 2 ottobre 1989   | Brisbane International, Brisbane | Cemento       | Simon Youl      | Darren Cahill Mark Kratzmann     | 4-6, 7-5, 0-6 |
| 14.    | 23 luglio 1990   | Canada Open, Toronto             | Cemento       | Peter Lundgren  | Paul Annacone David Wheaton      | 4-6, 4-6      |